# Tyrannochthoniella zealandica
Genre
Espèce
Synonymes
- Tyrannochthoniella ligulifera Beier, 1967
- Tyrannochthoniella foveauxana Beier, 1967

Tyrannochthoniella zealandica, unique représentant du genre Tyrannochthoniella, est une espèce de pseudoscorpions de la famille des Chthoniidae.

## Distribution
Cette espèce est endémique de Nouvelle-Zélande.

## Description
Les mâles mesurent de 1,05 à 1,35 mm et les femelles de 1,4 à 1,7 mm.

## Liste des sous-espèces
Selon Pseudoscorpions of the World (version 3.0) :
- Tyrannochthoniella zealandica foveauxana Beier, 1967
- Tyrannochthoniella zealandica zealandica Beier, 1966

## Étymologie
Son nom d'espèce lui a été donné en référence au lieu de sa découverte, la Nouvelle-Zélande.

## Publications originales
- Beier, 1966 : Zur Kenntnis der Pseudoscorpioniden-Fauna Neu-Seelands. Pacific Insects, vol. 8, p. 363-379.
- Beier, 1967 : Contributions to the knowledge of the Pseudoscorpionidea from New Zealand. Records of the Dominion Museum Wellington, vol. 5, p. 277-303.